# سبع سنوات في التبت
سبع سنوات في التبت (بالإنجليزية: Seven Years in Tibet)‏ حياتي قبل وأثناء وبعد (1952 سبع سنوات في التبت. حياتي في بلاط الدالاي لاما) هو كتاب سفر عن سيرة ذاتية لمتسلق جبال نمساوي يدعى هاينريش هارير واستند في كتابه إلى تجاربه الواقعية في التبت بين عامي 1944 و1951 أثناء الحرب العالمية الثانية والفترة المؤقتة التي سبقت غزو جيش التحرير الشعبي الصيني الشيوعي التبت في عام 1950.

## العقدة
يغطي الكتاب هروب هارر ورفيقه بيتر أوفشنايتير من معسكر اعتقال بريطاني في الهند.ثم سافر هارير وأوفشنايتير عبر التبت إلى لاسا ، العاصمة. هنا أمضوا عدة سنوات ، ويصف هارير الثقافة التبتية المعاصرة بالتفصيل. أصبح هارير بعد ذلك مدرسًا وصديقًا للدالاي لاما الرابع عشر. قيل إن الكتاب "قدم للعالم لمحة أخيرة عن الحياة في دولة تبتية مستقلة قبل الغزو الصيني.

## النشر
تمت ترجمة كتاب (سبع سنوات في التبت) إلى 53 لغة ، وأصبحت من أكثر الكتب مبيعًا في الولايات المتحدة عام 1954 ، وبيعت ثلاثة ملايين نسخة. في بداية طبعة فلامنغو للكتاب ، رسالة من الدالاي لاما الرابع عشر تشيد بالعمل: «هارر كان دائمًا صديقًا للتبت. أهم إسهاماته في قضيتنا ، كتابه ، سبع سنوات في التبت ، قدم مئات الآلاف من الناس إلى بلدي». عندما توفي هارير ، كرر مدح المؤلف وأرسل رسالة تعاطف إلى أرملة هارير.

## أفلام
لقد تم عمل فيلمان استندا إلى الكتاب:
1. سبع سنوات في التبت (1956) ، وهو فيلم وثائقي مدته 76 دقيقة أخرجه هانز بيتر مولاند ويتضمن كلا الفيلمين الذي صور هارير أثناء إقامته في التبت ومشاهد مختلفة من مغامراته التي أعاد هارير بناءها بنفسه
2. سبع سنوات في التبت (1997) ، إخراج جان جاك أنو وبطولة براد بيت في دور هاررير وديفيد ثيوليس في دور أوفسشنايتير.

## أغنية
هناك أغنية لديفيد بوي بعنوان «سبع سنوات في التبت» ، من ألبومه Earthling (1997).